# Pater Damiaanplein
Het Pater Damiaanplein is een plein in de Belgische stad Leuven. Het langgerekt, rechthoekig plein wordt doorsneden door de Parijsstraat en de Schapenstraat. Het plein loopt verder uit op de Sint-Antoniusberg en de Ramberg, de Janseniusstraat en de Boghe, een brandgang die naar de rivier de Dijle leidt.

## Naamgeving
Het plein stond in de 13de eeuw bekend als Ledige Plaats, hetgeen "laaggelegen plaats" betekent, aangezien het ten opzichte van de oostelijk gelegen Naamsestraat lager lag. Andere namen voor het plein waren Pottekensmarkt of Sint-Antoniusplein. Deze laatste naam was in gebruik nadat de minderbroeders van het Iers College als beschermheilige Antonius van Padua kozen.
Het plein is in 1936 vernoemd naar pater en missionaris Jozef De Veuster (Pater Damiaan). Op 5 mei van dat jaar werd zijn stoffelijk overschot bijgezet in de crypte van de Sint-Antoniuskapel aan het plein.

## Geschiedenis

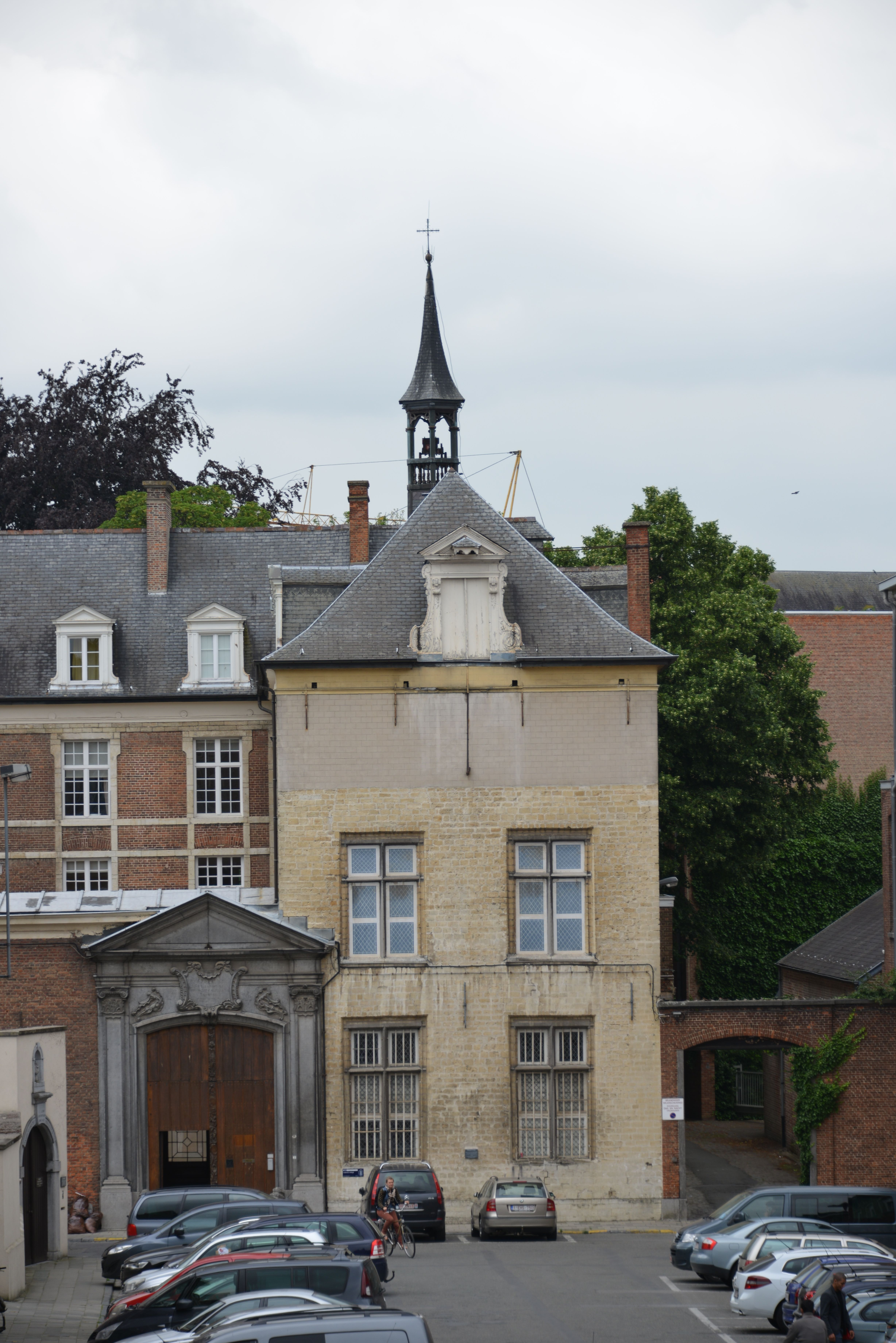
Het Hollands College

Op het plein stond vanaf de 13de eeuw een graanhal.
In 1293 schonk hertog Jan I van Brabant het plein aan de stad. Het plein was toen een vee- of varkensmarkt, en staat onder die naam in verschillende archivalische bronnen vermeld. In 1813 verhuisde de verkoop van vee naar het Sint-Jacobsplein. Vervolgens diende het plein als pluimveemarkt en werd het Kiekenmarkt genoemd.

## Gebouwen
Opvallende gebouwen aan het Pater Damiaanplein zijn:
- Sint-Antoniuskapel, 17de-eeuwse kapel waar Pater Damiaan begraven ligt
- Iers College, voormalig klooster aan Janseniusstraat 1, thans The Leuven Institute for Ireland in Europe (ngo in samenwerking met de KU Leuven)
- Hollands College, vroeger patriciërswoning van de familie Uten Liemingen (Hotel Uten Lieminghe), vervolgens priesterseminarie en Paridaensinstituut, thans in bezit van de KU Leuven